# James L. Conway
James L. Conway (nascut el 27 d'octubre de 1950 a Nova York, EUA) és un director de cinema i televisió, productor i escriptor, executiu d'estudi i novel·lista estatunidenc.
Entre les pel·lícules que va dirigir Conway hi ha The Boogens i Hangar 18. Les sèries de televisió en què va treballar inclouen The Magicians, Aquarius, Supernatural, Smallville, Psych, 90210, Charmed, Star Trek: Enterprise, Star Trek: Deep Space Nine, Star Trek: Voyager, Star Trek: The Next Generation, University Hospital, Burke's Law (el remake de 1994), Paradise i Matt Houston. Conway també va dirigir les pel·lícules per a televisió Last of the Mohicans i Incredible Rocky Mountain Race, així com la minisèrie de la NBC Greatest Heroes of the Bible.
De 1996 a 2002, Conway va exercir com a vicepresident executiu de Spelling Television, treballant en moltes sèries de televisió, com ara 7th Heaven, Melrose Place i Beverly Hills 90210.
Conway va començar a escriure novel·les el 2012. Entre les seves novel·les hi ha Dead and Not So Buried (2012), Sexy Babe (2012) and In Cold Blonde (2013).

## Filmografia seleccionada

### Director
- The Orville
- 90210
- Charmed
- Star Trek: Enterprise
- Star Trek: Deep Space Nine
- Kindred: The Embraced
- Star Trek: Voyager
- Star Trek: Borg
- Legend
- University Hospital
- Burke's Law
- Star Trek: La nova generació
- Tour of Duty
- Hunter
- MacGyver
- Hotel
- Matt Houston
- Psych
- Smallville
- The Boogens
- Earthbound (1981)
- Beyond and Back (1978)
- In Search of Noah's Ark (1976)
- Hangar 18 (1980)

### Productor
- Charmed (coproductor executiu) (temporada 4-temporada 8) (productor consultor) (temporades 3-4)[2]
- All Souls (productor consultor)
- Paradise
- In Search of Historic Jesus

## Direcció televisiva de Star Trek
Conway va dirigir diverses sèries de Star Trek, incloent-hi TNG (3), DS9 (7), Voyager (4) i Enterprise (4).
TNG
- "Justícia"
- "La zona neutral"
- "Estat d'ànim"

DS9
- "Duet"
- "Necessary Evil"
- "The Way of the Warrior"
- "Little Green Men"
- "Shattered Mirror"
- "For the Cause"
- "Apocalypse Rising"

Voyager
- "Els 37's"
- "Visions persistents"
- "Desig de morir"
- "Innocència"

Enterprise
- "Broken Bow"
- "Judgment"
- "Damage"
- "In a Mirror, Darkly"